# Меницкий, Иван Антонович
Иван (Ян) Антонович Меницкий (21 февраля 1890 года, д. Яновщина Бешенковичского района или д. Казановка Лепельского уезда Витебской губернии — 3 января 1947 года, Москва) — советский партийный деятель, журналист. Нарком внутренних дел Белорусской ССР, председатель Харьковской губернской ЧК, председатель исполнительного комитета Витебского губернского Совета, ректор Уральского политехнического института и Среднеазиатского Коммунистического университета в Ташкенте. Автор «Большой Советской Энциклопедии» (1-е издание).

## Биография
Родился в 1890 году в Царстве Польском, являющемся на тот момент частью Российской Империи. Родители выходцы из дворян. Окончил пятилетние городское училище, после чего переехал в Москву и поступил в Народный университет, который не закончил, проучившись 2 года. Немногим позже окончил двухгодичные Курсы марксизма при Комакадемии.
В 1905 году вступил в партию эсеров, в которой состоял до 1908 года. Вступил в ВКП(б) в 1914 году.
До 1917 года работал счетоводом, помощником присяжного поверенного. Несколько раз арестовывался царской полицией.
В 1917 году, во время начала гражданской войны, переехал в Белоруссию, где занимал должности председателя Витебского губернского исполкома и губернского революционного комитета до 1918 года. В 1918—1920 годах занимал должности председателя Витебской губернской Чрезвычайной Комиссии, председателя Харьковской губернской Чрезвычайной Комиссии, заведующего Витебским губернским отделом юстиции.
В 1920 году с августа по декабрь занимал должность народного комиссара внутренних дел Белорусской ССР. Выступал против создания Белорусской ССР и включения в ее состав Витебской губернии.
С конца 1920 по 1922 год в Москве, работал на должностях в НКВД.
С 1923 по 1925 год работал секретарем и научный сотрудником Коммунистической академии. В 1927 году переехал в Ташкент, где несколько месяцев являлся директором (ректором) Среднеазиатского Коммунистического университета.
С октября 1927 по июнь 1928 год возглавлял в качестве директора (ректора) Уральский политехнический институт в Свердловске.
В 1930 году являлся генеральным консулом СССР в Риге (Латвия), пробыл на должности до 1931 года.
Последние годы жизни посвятил журналистике и публицистике, сотрудничал с редакцией первого издания «Большой Советской Энциклопедии», для которой написал ряд статей, в частности, в 1940 году в томе 45-м увидела свет его статья о битве на Чудском озере с ливонцами 1242 года — «Побоище Ледовое». Являлся одним из зачинателей советских пропагандистских мифов об этом историческом сражении.
Скончался в 1947 году в Москве. Похоронен на Новодевичьем кладбище.

## Труды
- Наши издания 1915 г. //ПР. 1922. № 9. С. 273—274. Меницкий Иван Антонович (р. 1890), член РСДРП, большевик. Печатание листовок Пресненской группой РСДРП Москвы.
- Революционное движение военных годов (1914—1917). Том 1. Первый год Москвы (Москва).
- Революционное движение военных годов (1914—1917). Том 2. Конец 1915 года.
- Русское рабочее движение и Р. С.Д. Р.П. накануне войны. (1912—1914 гг.).
- Рабочее движение и социал-демократическое подполье Москвы в военные годы (1914-17 гг.) / Ив. Меницкий ; Моск. ком. РКП. Губ. бюро комис. по истории Окт. Революции и РКП (Истпарт). — М. : Моск. рабочий, 1923. — 212 с
- Революционное движение военных годов (1914—1917) : очерки и материалы / Ив. Меницкий ; Ком. акад. Каб. истории обществ. мысли и рев. движения в России. — М. : Изд-во ком. акад., 1924—1925. — 2 т.